# 下一站…天后
《下一站…天后》是一部由馬偉豪執導的電影，2003年上映。由蔡卓妍、陳小春、余文樂、周勵淇主演。

## 劇情簡介
金大喜（蔡卓妍）出身於鯉魚門一個賣魚的家庭，平時喜好是對著鯉魚門唱歌，發她的歌星夢，並深信不疑地認為以自己所擁有最多的本錢──青春及熱情，一定能闖出名堂。但其父金慶祥（林雪）見她的「一廂情願」，特意找在跨國經理人公司當藝人管理的世姪女幫手，使她償願後死心。為完自己的明星夢，大喜遂由低做起，她每日需面對正在陷於事業低潮的經理人葉夏利（陳小春）及內心脆弱又單戀女藝人Shadow（周勵淇）的司機葉榮（余文樂），她都用盡辦法去改變他們，從而產生出一段深厚的友誼。在他們的努力下，Shadow終於得到了一間唱片公司的試音機會，可惜她是一個五音不全的人，而且不喜歡唱歌，最後要大喜唱一次示範給Shadow看，音樂人伍陸城（黃偉文）只好把大喜的聲帶錄下。此時公司認為若Shadow出不成唱片，就會無限期雪藏她。夏利為保事業，交出大喜的聲帶，意圖瞞天過海，大喜為表示支持，遂答應幕後代唱，此事卻被敵對的經理人Queenie（茜利妹）得知，聲帶是由大喜幕後代唱的，遂心生一計就是在Icy（韓君婷）的演唱會中揭開祕密……

## 角色
- 蔡卓妍 飾 金大喜
- 陳小春 飾 葉夏利
- 余文樂 飾 葉榮
- 周勵淇 飾 Shadow
- 黃偉文 飾 伍陸城
- 茜利妹 飾 Queenie
- 韓君婷 飾 Icy
- 林雪 飾 金慶祥
- 利沙華 飾 老闆
- 杜汶澤 飾 副影帝
- 葉山豪 飾 藤原先生
- 羅莽 飾 細強

## 外部連結
- 開眼電影網上《下一站…天后》的資料（繁體中文）
- 豆瓣电影上《下一站…天后》的資料 （简体中文）
- 时光网上《下一站…天后》的資料（简体中文）
- 爛番茄上《下一站…天后》的資料（英文）
- 香港影庫上《下一站…天后》的資料（繁體中文）
- 互联网电影数据库（IMDb）上《下一站…天后》的资料（英文）